# Comitas saldanhae
Comitas saldanhae é uma espécie de gastrópode do gênero Comitas, pertencente a família Pseudomelatomidae.